# バヌア・アク党
バヌア・アク党（バヌア・アクとう、オーストロネシア語族: Vanua'aku Pati）とは、バヌアツの政党である。

## 概要
基本的に社会主義的な立場をとる政党である。

### 歴史
共同統治領ニューヘブリディーズにおいてウォルター・リニが1970年代初頭に結党した。当初の党名はニューヘブリディーズ国民党であった。

1974年に現在の党名に変更。1979年の選挙に勝利して政権を獲得、党首が首席大臣に就任する。

1980年に共同統治領ニューヘブリディーズがバヌアツ共和国として独立。独立に伴い首席大臣が首相に移行したため、独立以前からの政権与党であったバヌア・アク党の党首が首相となり、独立国の政権与党となった。

初代党首のウォルター・リニが首相として1980年から1991年まで首相を務め、後任の党首であるドナルド・カルポカスも1991年内は首相であったため、11年間に渡ってバヌア・アク党はバヌアツ共和国の政権与党であり続けた。1991年の議会選挙で穏健政党連合に敗北した為、政権を離れ下野する。1998年に政権与党に返り咲いた事を機に、それ以降は数年ごとに政権を獲得している。野党である期間は野党第一党であることが多い。

### 政策
創設者であり初代党首のウォルター・リニがメラネシア社会主義の提唱者であり、ウォルター・リニが党首である時代はメラネシア社会主義に基づく政策がとられた。

社会主義政権として冷戦の対立構造の中で東側諸国との友好関係を構築する。

1991年に党内の派閥争いにより党首・首相のウォルター・リニは離党、ドナルド・カルポカスが党首・首相になるが、直後の選挙で下野し、さらに冷戦の終結とソビエト連邦の崩壊により後ろ盾も失ったことから政策を転換。1998年に政権を再度獲得して以降は民主社会主義政党として活動している。